# Leopold Wilhelm Habsburg
Leopold Wilhelm Habsburg (ur. 5 stycznia 1614 w Wiener Neustadt, zm. 20 listopada 1662 w Wiedniu) – drugi syn cesarza rzymsko-niemieckiego Ferdynanda II Habsburga i cesarzowej Anny Marii Bawarskiej, córki księcia Bawarii – Wilhelma V z dynastii Wittelsbachów. Młodszy brat cesarza Ferdynanda III.

## Życiorys
W 1627 roku został mianowany biskupem Halberstadt (właściwie administratorem, ze względu na brak kwalifikacji kanonicznych). Członek zakonu krzyżackiego, w 1641 roku objął godność wielkiego mistrza. W 1647 roku został mianowany przez króla Hiszpanii i Portugalii – Filipa IV Habsburga, namiestnikiem hiszpańskich Niderlandów. Jego głównym zadaniem była obrona posiadłości hiszpańskich w Niderlandach i zachodnich Niemczech.
W 1638 roku Leopold Wilhelm został przez brata mianowany dowódcą w ofensywie przeciw wojskom szwedzkim generała Johana Banéra i został pokonany w bitwie pod Chemnitz w kwietniu 1638.
Latem 1648 roku, kiedy sytuacja była zdecydowanie niekorzystna dla Hiszpanii i cesarza, Filip IV rozkazał Leopoldowi Wilhelmowi dokonać ataku na francuskie Artois. Akcja zakończyła się klęską Hiszpanów w bitwie pod Lens 19 sierpnia 1648. W 1650 roku Leopold Wilhelm powrócił do Artois, wykorzystując zamęt we Francji związany z Frondą. Próba zdobycia fortecy Guise nie powiodła się, więc arcyksiążę szybko wycofał się. W 1652 roku Leopold Wilhelm zdobył kilka twierdz w północnej Francji.
W 1656 roku objął po Karolu Ferdynandzie Wazie biskupstwo wrocławskie.